# Howard Washington Odum
Howard Washington Odum (* 24. Mai 1884 bei Bethlehem, Georgia; † 8. November 1954 in Chapel Hill, North Carolina) war ein US-amerikanischer Soziologe und 20. Präsident der American Sociological Association.
Nach einem ersten Studium an der Emory University wurde Odum Lehrer, setzte sein Studium aber an der University of Mississippi fort und beendete es mit dem Master-Examen. Anschließend studierte er Psychologie bis zur Promotion an der Clark University. Seinen zweiten Doktortitel (Ph.D.) erhielt Odum 1910 im Fach Soziologie für die eine Dissertation mt dem Titel Social and Mental Traits of the Negro an der Columbia University. Doktorvater war Franklin Henry Giddings.
Danach erforschte Odum als wissenschaftlicher Mitarbeiter soziale Trends für das Philadelphia Bureau of Municipal Research und lehrte dann als Professor an der University of Georgia, der Emory University und schließlich seit 1920 an der University of North Carolina, wo er zu einem Pionier der Sozialarbeitswissenschaft wurde. Zudem untersuchte er die afroamerikanische Kultur in den Südstaaten.
Odum schrieb neben seiner wissenschaftlichen Tätigkeit drei Romane. 1930 amtierte er als Präsident der American Sociological Association. Er ist Vater der beiden Ökologen Eugene P. Odum und Howard T. Odum.

## Schriften (Auswahl)
- An approach to public welfare and social work, 1926
- American social problems. An introduction to the study of the people and their dilemmas, 1939
- Understanding society. The principles of dynamic sociology, 1947
- American sociology. The story of sociology in the United States to 1950, 1951.